# Consejo Estatal de Estudiantes de Medicina
El Consejo Estatal de Estudiantes de Medicina es una asociación de carácter universitario de la que actualmente forman parte las representaciones de 44 las 46 Facultades de Medicina de España.

## Ámbito, fines y relaciones
El Consejo Estatal de Estudiantes de Medicina es el órgano que dice ostentar la representación de las estudiantes de Medicina de las Facultades que lo conforman y es reconocido como tal por las instituciones a nivel nacional e internacional con las que trabaja. Está constituido con carácter universitario, político, laico, sin ánimo de lucro y sin vinculación a ningún partido político.
El CEEM está organizado como un organismo asambleario, en el que participan las representaciones de la mayoría de las Facultades de Medicina de todo el Estado. Mantiene una actitud informativa y participativa en todos los temas y terrenos que afecten a la formación de las estudiantes de Medicina. Se ocupa también de analizar la situación de las estudiantes y de la enseñanza de la Medicina y decide las acciones necesarias para su mejora, así como para la promoción de la educación y la salud pública.
En el ámbito de las relaciones externas, mantiene contacto con otros órganos de representación estudiantiles y asociaciones científicas de España. Además, se reúne periódicamente con el Ministerio de Sanidad, Servicios Sociales e Igualdad (MSSSI) y el Ministerio de Educación, Cultura y Deporte (MECD).

## Origen
Surgió en los primeros años de la democracia y recibió su mayor impulso al actuar como un organismo estatal coordinador de las movilizaciones del “6=0” en contra de la falta de plazas en el sistema público para médicos sin especialidad. Quedó constituido en aquel momento y, con otros temas de trabajo pero con objetivos similares a aquellos sigue siendo un mecanismo realmente útil de coordinación y trabajo en común a nivel estatal para todos los estudiantes de Medicina.

## Organigrama

### Asamblea General
En la asociación existe un órgano de gobierno máximo que es la Asamblea General, compuesta por las representantes de las 42 Facultades de Medicina que existen en España, tanto públicas como privadas. Cada una de las representaciones posee un voto de igual valor en la Asamblea General, independientemente del número de representantes que la compongan.
Los asuntos que se tratan se debaten según el Orden del Día previamente acordado; los acuerdos se deben tomar por mayoría absoluta de los votos emitidos, salvo en los casos en que se requiera mayoría cualificada de dos tercios, según dictan los Estatutos de la Asociación.
Además en a la asamblea pueden ser invitadas representantes de entidades externas, que tendrán voz pero no voto.
Existen varias modalidades de asamblea:
- Asamblea General Ordinaria (AGO): Es la más típica y la que se convoca normalmente en las Jornadas Estatales de Estudiantes de Medicina (JEEM), donde las socias votan presencialmente.
- Asamblea General Extraordinaria (AGE): Suele convocarse en periodo intraJEEM si fuera necesaria a parte de la AGO.
- Asamblea General Extraordinaria Telemática (AGET): Se convoca una vez finalizadas las JEEM, en periodo interasambleario, por si quedaron cosas importantes a debatir en las JEEM.
- Asamblea General Extraordinaria Asíncrona (AGETA): Es una método de votación que se hace mediante el correo corporativo que poseen cada una de las facultades socias, esta suele tener un día de duración.

### Equipo de Oficiales (EO)
Esta formado por dos partes, la Comisión Ejecutiva (CE) y el Equipo de Oficiales propiamente dicho (EO)
La CE es la cara visible de la organización ya que se encarga de las labores previstas durante el periodo interasambleario, asistencia a eventos, declaraciones a los medios de comunicación, etc. Es elegida mediante votación democrática y secreta a los miembros que la integrarán. Está formada por la Presidencia, Vicepresidencia de Política Social y Formación, Vicepresidencia de Participación y Política Universitaria, Vicepresidencia de Asuntos Externos, Secretaría General, Dirección de Comunicación y Tesorería General. Todos ellos son cargos unipersonales y de un año de duración.
| Periodo   | Presidencia                          | Vicepresidencia (hasta 2010)                             | Vicepresidencia (hasta 2010)                       | Vicepresidencia (hasta 2010)               | Secretaría General                                      | Tesorería                                                 | Dirección de Comunicación (creado en 2024)    |
| Periodo   | Presidencia                          | Vicepresidencia de Asuntos Internos (hasta 2015)         | Vicepresidencia de Asuntos Internos (hasta 2015)   | Vicepresidencia de Asuntos Externos        | Secretaría General                                      | Tesorería                                                 | Dirección de Comunicación (creado en 2024)    |
| Periodo   | Presidencia                          | Vicepresidencia de Organización Territorial (hasta 2024) | Vicepresidencia de Asuntos Formativos (hasta 2024) | Vicepresidencia de Asuntos Externos        | Secretaría General                                      | Tesorería                                                 | Dirección de Comunicación (creado en 2024)    |
| Periodo   | Presidencia                          | Vicepresidencia de Participación y Política              | Vicepresidencia de Política Social y Formación     | Vicepresidencia de Asuntos Externos        | Secretaría General                                      | Tesorería                                                 | Dirección de Comunicación (creado en 2024)    |
| --------- | ------------------------------------ | -------------------------------------------------------- | -------------------------------------------------- | ------------------------------------------ | ------------------------------------------------------- | --------------------------------------------------------- | --------------------------------------------- |
| 2005-2006 | Cheryl Terés (UdL)                   |                                                          |                                                    |                                            |                                                         |                                                           |                                               |
| 2006-2007 | Miguel Caínzos (USC)                 |                                                          |                                                    |                                            |                                                         |                                                           |                                               |
| 2007-2008 | Javier Serrano Urra (UNAV)           |                                                          |                                                    |                                            |                                                         |                                                           |                                               |
| 2008-2009 | Lucas de Toca Zavala (UAM)           | Natalia Castañeda (UC)                                   | Natalia Castañeda (UC)                             | Natalia Castañeda (UC)                     | Belinda Montalbán (UCLM-Ab)                             | Encarnación Díaz (UAB)                                    |                                               |
| 2009-2010 | Lucas de Toca Zavala (UAM)           | Ángela Rivero (UCLM-Ab)                                  | Ángela Rivero (UCLM-Ab)                            | Rodrigo Orozco (UCM)                       | José Antonio Rueda (US)                                 | Federico Pérez Quirante (UMu)                             |                                               |
| 2010-2011 | Íñigo de Noriega Echevarría (UAM)    | Ainhoa Jiménez Olmos (UZ)                                | Ainhoa Jiménez Olmos (UZ)                          | Julia Bernal Tirapo                        | Cristina Conde Díaz                                     | Federico Pérez Quirante (UMu)                             |                                               |
| 2011-2012 | Íñigo de Noriega Echevarría (UAM)    |                                                          |                                                    | Federico Pérez Quirante (UMu)              |                                                         | Pau Serra Bou (UAB)                                       |                                               |
| 2012-2013 | Federico Pérez Quirante (UMu)        |                                                          |                                                    | Pablo Pérez Castelló (URV)                 |                                                         | Ángel Mir Riera (UdG)                                     |                                               |
| 2013-2014 | Enrique Lázaro Fontanet (UB)         | Santiago Serrano Porta (UCLM-Ab)                         | Santiago Serrano Porta (UCLM-Ab)                   | Laura López Solache (UC)                   | Elena Armas Jorge (UCM) y Alexandra Gómez Expósito (UB) | Emilio José Delgado Soto (US)                             |                                               |
| 2013-2014 | Enrique Lázaro Fontanet (UB)         | Iris Livia Mar Hernández (UZ)                            | Iris Livia Mar Hernández (UZ)                      | Álvaro Cerame del Campo (UAH)              | Juan Pablo Carrasco Picazo (UCLM-Ab)                    | Domingo Antonio Sánchez Martínez (UM)                     |                                               |
| 2014-2015 | Juan Pablo Carrasco Picazo (UCLM-Ab) | Adrián Abeal Adham (USAL)                                | Adrián Abeal Adham (USAL)                          | Domingo Antonio Sánchez Martínez (UM)      | Mercè Matinero Tor (UdL)                                | Víctor Expósito Duque (ULL)                               |                                               |
| 2015-2016 | Víctor Expósito Duque (ULL)          | Andrea García Mas (UV)                                   | Alejandro Callizo Silvestre (UdL)                  | Leonardo Caveda (UC)                       | Rocío Prieto Martín (UAM)                               | Elena Martín Suárez (ULL)                                 |                                               |
| 2016-2017 | Marina García Suárez (UCM)           | Alexandra Collazo Lora (ULL)                             | Paula Palomar Mingote (UZ)                         | Sara Vargas Lobé (UAM)                     | Antonio Pujol de Castro (UCM)                           | Elena Martín Suárez (ULL)                                 |                                               |
| 2017-2018 | Alejandro Iñarra Navarro (UAH)       | Marina Vera del Río (UMa)                                | Patricia Capdevila Gaudens (UPF-UAB)               | Daniel Sánchez Ruiz (UVa)                  | Antonio Pujol de Castro (UCM)                           | Víctor Afán de Rivera Atienza (UAM)                       |                                               |
| 2018-2019 | Laura Martínez Hernández (UCLM-Ab)   | Lucía Escabias Criado (UdG)                              | Patricia Capdevila Gaudens (UPF-UAB)               | Sara Figueroa Jiménez (USAL)               | Antonio Pujol de Castro (UCM)                           | Víctor Afán de Rivera Atienza (UAM)                       |                                               |
| 2019-2020 | Antonio Pujol de Castro (UCM)        | Daniel Lozano Acosta (ULL)                               | Eva González González (UAM)                        |                                            | Alicia Díaz Ruz (UAM)                                   | Ana Ventura Navarro (UPF-UAB)                             |                                               |
| 2020-2021 | Ángel Benegas Orrego (UEx)           | Àlex Boada Borràs (UVic)                                 | Rajae Bendahmane (UdG)                             | Luciana Nechifor (URJC)                    | Marc Vallés Alabart (UIC)                               | Judith Fernández Martín (UAH)                             |                                               |
| 2021-2022 | Luciana Nechifor (URJC)              | Jesús Andicoberry López (UV)                             | África Dougan Mbomio-Mba (UAM)                     | Àlex Boada Borràs (UVic)                   | Ander Santiago Gómez (UCH-CEU)                          | María Valderrama López (UAM) / Eva Jiménez Martínez (UAH) |                                               |
| 2022-2023 | María Valderrama López (UAM)         | Francisco Espín (UIB) / Álvaro del Río Salas (UCA)       | Elisa Morales Valenzuela (US)                      | Guillermo Ramos Noguera (UMa)              | Ander Santiago Gómez (UCH-CEU) / Ana Presa (USC)        | Eva Jiménez Martínez (UAH)                                |                                               |
| 2023-2024 | Gonzálo Baquero Sanz (US)            |                                                          | Aleix Malia Pahisa (UB-B)                          | David Suescun Elizalde (UNav)              |                                                         | María Prieto Sevilla (UCLM Ab)                            |                                               |
| 2024      | Laura Cortés Fraile (UIB)            | Lucía Lara Gámez (UCLM Ab)                               | Vega María Sánchez Rodríguez (USAL)                | Andrés Real Fernández (UAB)                | Teresa Serrano Melero (UAM)                             | María Prieto Sevilla (UCLM Ab)                            |                                               |
| 2024-2025 | Markel Gamarra Segovia (UCM)         | Mario Fuentes Martín (UEx)                               | Vacante / Sofía Blanco Lucas (UEx)                 | Vacante / Javier Girón Hortelano (UCLM-Ab) | Teresa Serrano Melero (UAM)                             | Isaac Piñeiro Iglesias (USC)                              | Vega María Sánchez Rodríguez (USAL) / Vacante |

Durante las Jornadas, el papel de la Comisión Ejecutiva consiste en dirigir las sesiones de trabajo, intervenir en la Asamblea y favorecer en todo momento la participación activa de las asistentes en el plenario.
Ningún representante puede permanecer más de cuatro años como miembro de la Comisión Ejecutiva, ni más de dos ostentando el mismo puesto.
El EO se compone de diferentes áreas dirigidas por cada una de los cargos de CE, salvo por la presidencia, que se encarga de gestionar a la comisión ejecutiva como tal.

### Área de Secretaría
El área de secretaría está gestionado por la Secretaría General (Secre) del CEEM y se compone de dos cargos:
- Vocalía de Organización y Proyectos (VOP): se encarga de supervisar el trabajo de los Comités Organizadores de los eventos CEEM y ayudar en la organización de otros Proyectos del CEEM.
- Adjunta de Secretaría a cargo de la Secretaría General electa (Adj. Secre): en caso de considerarlo pertinente, se abrirá una candidatura después de la AGO donde se elija a Secretaría General para una Adjunta de Secretaría con las funciones que esta determine.

### Área de Tesorería
Está gestionada por la Tesorería General (Teso) y se compone de 3 adjuntas que velarán por la responsabilidad económica del CEEM. Además asistirán a la Tesorería General y a la Comisión Ejecutiva en toma de decisiones económicas.
- Adjunta de Contabilidad (Adj. Cont):
  - Actualizar de manera periódica el libro de cuentas.
  - Realizar las memorias económicas de los Eventos CEEM una vez finalizados los mismos.
  - Cerrar el Balance Económico al final del año económico y publicarlo en el Foro de Representantes.
- Adjunta de Gastos (Adj. Gast):
  - Realizar todos los pagos presentes en el formulario de gastos del año en curso, tras acuerdo previo de la Tesorería General y la Comisión Ejecutiva.
  - Subir todos los gastos a la plataforma compartida con la asesora antes del final de cada mes.
  - Gestionar, junto con la Tesorería General, las becas de transporte a eventos.
- Adjunta de Ingresos (Adj. Ing):
  - Llevar un registro de todos los pagos recibidos, incluyendo inscripciones a eventos y plazas extras.
  - Gestionar, junto con la Vocalía de Asociaciones Científicas, el pago económico acordado en cada uno de los convenios.
  - Registrar los ingresos recibidos en la plataforma compartida con la asesora antes del final de cada mes.
  - Asistir a los Comités Organizadores de Eventos CEEM en el control económico del evento, ayudándoles a buscar patrocinadores, asegurando, bajo la supervisión de la Tesorería General y la Vicepresidencia de Asuntos Externos, que no se vean perjudicados los convenios del Consejo.

### Área de Pariticipación y Política Universitaria (antigua Zonas)
Está gestionada por la Vicepresidencia de Participación Política Universitaria (VPPU). Las Facultades de las diferentes Universidades se dividen para su gestión en zonas que coordinara una Coordinadora de Zona cada una que se encargará de mantener la comunicación con las delegaciones de sus zonas, así como mantener las conversaciones institucionales con los organismos competentes como Colegios Oficiales de Médicos o Foros de la Atención Primaria autonómicos.
- Zona Madrid: 8 facultades. Universidades Complutense de Madrid (UCM), Autónoma de Madrid (UAM), Rey Juan Carlos (URJC), Alcalá (UAH), Francisco de Vitoria (UFV), Alfonso X (UAX), CEU San Pablo (CEU-SP) y Europea (UEM)
- Zona Cataluña: 8 facultades. Universidades de Barcelona (UB), Pompeu Fabra (UPF), Autónoma de Barcelona (UAB), Internacional de Cataluña (UIC), Rovira i Virgili (URV), de LLeida (UdL), de Girona (UdG), de Vic (UVic).
- Zona Sur (puede haber dos coordinadores): 7 facultades. Universidades de Sevilla (US), Córdoba (UCO), Cádiz (UCA), Málaga (UMA), Granada (UGR), Jaén (UJA), Almería (UAL), Las Palmas de Gran Canaria (ULPGC) y La Laguna (ULL).
- Zona Mediterráneo: 7 facultades. Universidades de Valencia (UV), Jaume I (UJI), Miguel Hernández (UMH), Católica de Valencia (UCV), CEU Cardenal Herrera (CEU-CH), Illes Balears (UIB) y Universidad de Alicante (UA).
- Zona Norte: 7 facultades. Universidades de Santiago de Compostela (USC), Deusto (UDe), Oviedo (UniOvi), Cantabria (UC), País Vasco (UPV-EHU), Navarra (UNAV) y Pública de Navarra (UPNA).
- Zona Centro: 8 facultades. Universidades de Extremadura (UEx), Castilla-La Mancha-Albacete (UCLM-Ab), Castilla-La Mancha-Ciudad Real (UCLM-CR), Murcia (UMU), Católica de Murcia (UCAM), Valladolid (UVa), Salamanca (USAL) y Zaragoza (UniZar).

### Área de Política Social y Formación (Antigua Área Formativa)
Está gestionada por la Vicepresidencia de Política Social y Formación (VPSF) y es la encargada de formar mediante campañas en redes sociales o talleres en facultades, mantener en trabajo activo de debate y dinámicas a las representantes y responder de manera activa a diferentes noticias que puedan ser relevantes y sobre las cuales estén posicionadas las estudiantes. Está compuesta por dos divisiones y tres vocalías, además de un call de formadoras para dar talleres en las diferentes facultades.
- División de Salud Mental (DSM): (antigua comisión de Salud Mental) se constituye como la herramienta de trabajo interno del Consejo que trabaja para analizar y mejorar la salud mental del estudiantado de Medicina, además de gestionar el Servicio Telemático de Apoyo Psicológico para Estudiantes de Medicina (SAPEM)
- División de Igualdad (DI): (antigua División de Igualdad de Género) se constituye como el órgano encargado de defender y formar sobre la defensa de los DDHH (el feminismo transinclusivo e interseccional, las neurodivergencias y el racismo, entre otros) e intervenir en situaciones que puedan atentar contra los mismos dentro del Consejo y entre las Socias.
- Vocalía de Educación Médica (VEM): (antigua comisión de Educación Médica) se encarga de gestionar los proyectos y las líneas de trabajo sobre la formación del estudiantado en temas relacionados con la formación en el grado de Medicina.
- Vocalía de Residencia y Profesión (VRyP): (antigua comisión de Residencia y Profesión) se encarga de gestionar los proyectos y las líneas de trabajo sobre la formación del estudiantado en temas relativos a la etapa médica postuniversitaria de ámbito nacional e internacional.
- Vocalía de Salud Pública y Social (VSPS): (antigua comisión de Salud Pública) se encarga de gestionar los proyectos y las líneas de trabajo sobre la formación del estudiantado en temas de salud global, medioambiental, prevención y promoción de la salud.

Pool de Formadoras: personas que se forman en las Jornadas de Formación de Formadoras (JFF), que están capacitadas para dar talleres en nombre del CEEM.
Anteriormente existía la Comisión de Bioética y Ética Médica.

### Área de Relaciones Externas
Está gestionado por la Vicepresidencia de Asuntos Externos (VPE) y está compuesta por cuatro vocalías encargadas de relacionarse con diferentes organizaciones y asociaciones.
- Vocalía de Organizaciones Estudiantiles (VOE): se encarga de mantener las relaciones entre todas las distintas asociaciones, instituciones y agrupaciones formadas por estudiantes.
- Vocalía de Atención Primaria (VAP): se encarga de representar oficialmente al CEEM ante las sociedades médicas y foros de Atención Primaria.
- Vocalía de Asociaciones Científicas (VAC): (normalmente hay dos vocales) se encarga de establecer relaciones y convenios de colaboración con las sociedades científicas, buscando la realización de talleres, conferencias, jornadas y otros eventos.

### Área de Comunicación
La gestiona la Dirección de Comunicación (DirCom) y la compone una sola vocalía:
- Vocalía de Tecnologías de la Información y la Comunicación: se encarga de la gestión y difusión de la tecnología, información y comunicación, tanto interna como externa, del CEEM (Web, Discord, Google Workspace, Newsletter).

## Eventos CEEM

### Jornadas Estatales de Estudiantes de Medicina (JEEM)
Las JEEM tienen como objetivo la reunión de todos los miembros representantes y deben celebrarse con una diferencia de 6 meses como máximo, aproximadamente en marzo y octubre de cada año. En estas reuniones periódicas se enmarcan la toma de decisiones y la elaboración del Acta de acuerdos de la Asamblea General. 
También se redacta el Acta de Propuestas que recoge las peticiones de los estudiantes y que se envía a los Ministerios de Sanidad, Servicios Sociales e Igualdad, Educación, Cultura y Deporte, Conferencia Nacional de Decanos de Facultades de Medicina y Organización Médica Colegial.
La sede de las JEEM es rotatoria y, aunque hay un orden preestablecido, aquella facultad que en cada ocasión pueda tener un interés e ilusión especial por organizar las siguientes Jornadas puede presentar su candidatura, la cual se votará en Asamblea para su aprobación.
A iniciativa de la Comisión Ejecutiva o de cinco Facultades, se puede convocar un Pleno Extraordinario.
El tiempo que transcurre entre el inicio de unas JEEM y el inicio de las siguientes constituye un periodo.

### Congreso de Educación Médica (CEM)
El Congreso de Educación Médica es el congreso nacional de estudiantes de Medicina más grande de España. Es de carácter anual y la fecha va cambiando entre marzo o septiembre. Es organizado cada año por la delegación de una Facultad diferente. Suele tener una afluencia entre 700 y 1200 asistentes.
1. I Congreso de Educación Médica: 10 y 11 de abril de 2008. Universidad de Alcalá. 450 estudiantes.[3]
2. II Congreso de Educación Médica: 16 y 17 de abril de 2009. Universidad de Valladolid.[4]
3. III Congreso de Educación Médica: 22 y 23 de abril de 2010. Universidad de Albacete. 500 estudiantes.[5]
4. IV Congreso de Educación Médica: 28 y 29 de abril de 2011, Universidad Autónoma de Madrid. 800 asistentes.[6]
5. V Congreso de Educación Médica: 11, 12 y 13 de abril de 2012, Universidad de Murcia[7]
6. VI Congreso de Educación Médica: 1-3 marzo de 2013, Universidad de Zaragoza. 600 asistentes.[8]
7. VII Congreso de Educación Médica: 27, 28 y 29 de marzo de 2014, Universidad de Salamanca. 700 asistentes.[9]
8. VIII Congreso de Educación Médica: 17,18 y 19 de septiembre de 2015, Universidad Complutense de Madrid. 1200 asistentes.[10]
9. IX Congreso de Educación Médica: abril de 2016, Universidad de Córdoba.[11]
10. X Congreso de Educación Médica: septiembre de 2017. Universidad de Cantabria.[12]
11. XI Congreso de Educación Médica: septiembre de 2018. Universidad de Zaragoza.[13]
12. XII Congreso de Educación Médica: marzo de 2019. Universidad de Alcalá. 1000 asistentes.[14]
13. XIII Congreso de Educación Médica: septiembre 2021. Colegio de Médicos de Salamanca. 100 asistentes.[15]
14. XIV Congreso de Educación Médica: 15, 16 y 17 septiembre de 2022. Universidad de Cantabria. 800 asistentes.[16]
15. XV Congreso de Educación Médica: 7, 8 y 9 septiembre 2023 Universidad de Córdoba.

### Jornadas formativas
Las Jornadas Formativas para estudiantes de Medicina, orientadas hacia la representación y asociacionismo estudiantil, y en gran parte hacia el trabajo del CEEM, nacieron hace ya hace más de una década y se celebraron por primera vez en febrero de 2011 en Elche.
Tras estas Jornadas, el Consejo Estatal de Estudiantes de Medicina llegó a la conclusión de que sería una buena idea desdoblar las Jornadas Formativas en dos distintas: unas para estudiantes de cursos inferiores (CEEM 0.0, conocidas como "0.0") y otras para interesados en otros temas, generalmente, para estudiantes de cursos avanzados (CEEM 2.0, actualmente "Jornadas Activistas").

#### Jornadas Formativas (JF) 0.0
Las Jornadas Formativas 0.0 surgen, por tanto, de la necesidad de dar formación a los representantes de cursos inferiores de las Facultades de Medicina españolas. 
| Edición | Fechas                    | Universidad organizadora                            |
| ------- | ------------------------- | --------------------------------------------------- |
| I       | 23 al 25 de febrero 2012  | Universidad de Cádiz                                |
| II      | 14 al 17 de febrero 2013  | Universidad de Gerona                               |
| III     | 13 al 15 de febrero 2014  | Universidad de Castilla La Mancha - Albacete        |
| IV      | 26 al 28 de febrero 2015  | Universidad CEU Cardenal Herrera                    |
| V       | 18 al 20 de febrero 2016  | Universidad de Valladolid                           |
| VI      | 9 al 11 de marzo 2017     | Universidad de Málaga y Universidad de Granada      |
| VII     | 22 al 24 de febrero 2018  | Universidad de Barcelona y Universidad Pompeu Fabra |
| VIII    | 21 al 23 de febrero 2019  | Universidad de Extremadura                          |
| IX      | 13 al 15 de febrero 2020  | Universidad de Valencia                             |
| X       | 2 al 4 de septiembre 2021 | Universidad de Vic                                  |
| XI      | 10 al 12 de febrero 2022  | Universidad Rey Juan Carlos                         |
| XII     | 9 al 11 de febrero 2023   | Universidad de Cádiz                                |
| XIII    | 8 al 10 de febrero 2024   | Universidad de Zaragoza                             |

#### Jornadas Formativas (JF) 2.0 (Jornadas Activistas)
Las Jornadas CEEM 2.0 (actualmente "Jornadas Activistas") surgen tras las Jornadas formativas de Elche, como un modo de formar a representantes veteranos.

### Jornadas de Formación de Representantes (JFR)
Las Jornadas de Formación de Representantes son las antiguas Jornadas Formativas 0.0, pero dadas la vuelta para que tengan un carácter más enfocado a formar a las representantes en política universitaria para que puedan ser mejores representantes tanto en el CEEM como en sus respectivas delegaciones/consejos/asociaciones. 
| Edición | Fechas                 | Universidad organizadora   |
| ------- | ---------------------- | -------------------------- |
| XIV     | 6 al 8 de febrero 2025 | Universidad del País Vasco |

### Jornadas de Formación de Formadoras (JFF)
Las Jornadas de Formación de Formadoras son unas jornadas que organiza el CEEM, actualmente de la mano con IMFSA, para crear un call de formadoras que les permita tener personas cualificadas para impartir talleres de diferentes índoles en las diferentes facultades de medicina o en los diferentes eventos.

## Premios
- Premio a las Mejores Ideas 2012, 2016 (Otorgado por Diario Médico) por el proyecto "Atención Primaria y Universidades"[18]
- Premio Hipócrates del Colegio Oficial de Médicos de Murcia (COMMurcia) al Foro de la Profesión Médica y a la Ministra de Sanidad, Servicios Sociales e Igualdad, Dª Ana Mato Adrover.
- Premio a las Mejores Ideas 2012 (Otorgado por Diario Médico)
- Premio a las mejores ideas de Sanidad del año 2009 (Otorgado por Diario Médico)
- Premio EDIMSA XXVI edición (año 2009)[19]
- Premio al Foro de la Profesión Médica como mejor Institución Sanitaria del año ex aequo con la Fundación Instituto Catalán de Farmacología[20]
- Premio a las mejores ideas de Sanidad del año 2008, 2009 (Otorgado por Diario Médico)[21]